# Omelan Konstantynowycz
Omelan Konstantynowycz, także jako Emil (Emilian) Konstantynowicz ukr. Омелян (Емиліян) Константинович (ur. 2 stycznia 1864 w Synowódzku Niżnym, zm. 10 grudnia 1943 w Sanoku) – duchowny greckokatolicki, wieloletni proboszcz parafii Zesłania Ducha Świętego w Sanoku, dziekan, kanonik, działacz społeczny.

## Życiorys

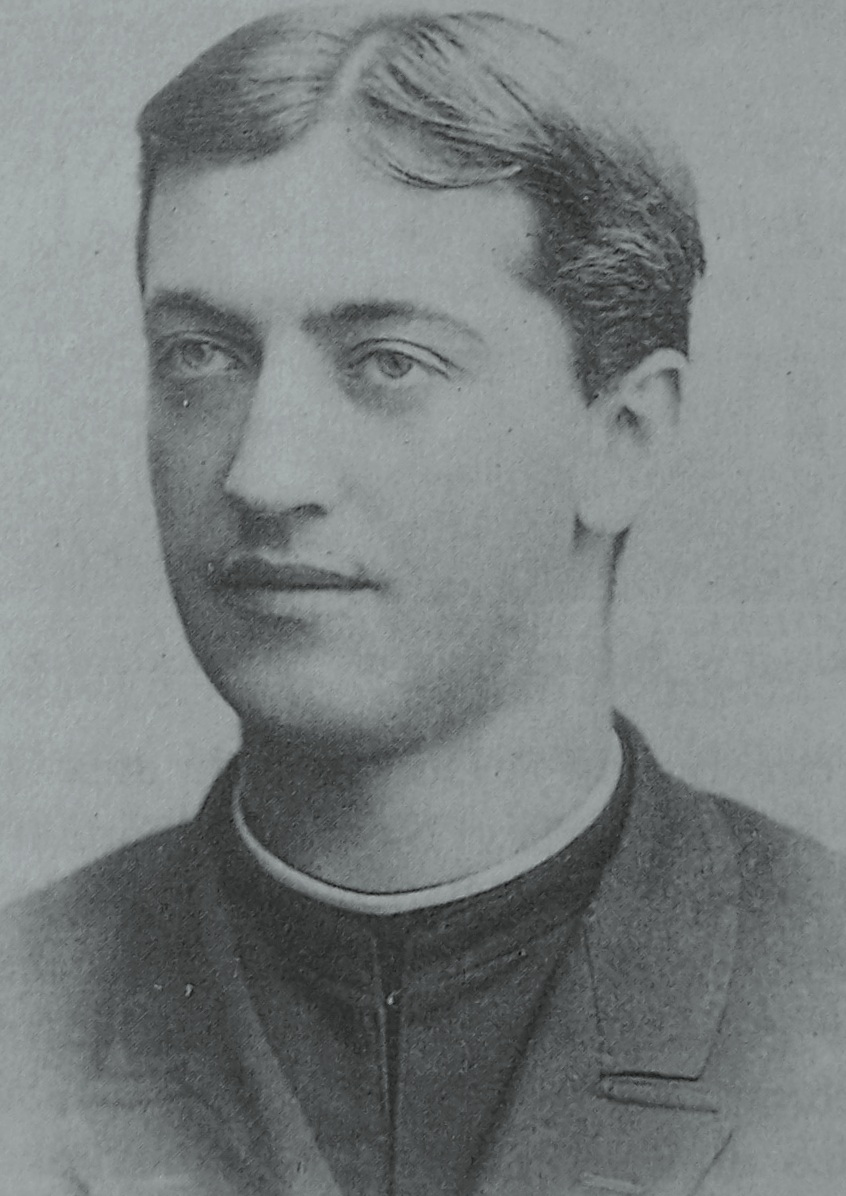
Omelan Konstantynowycz w młodości

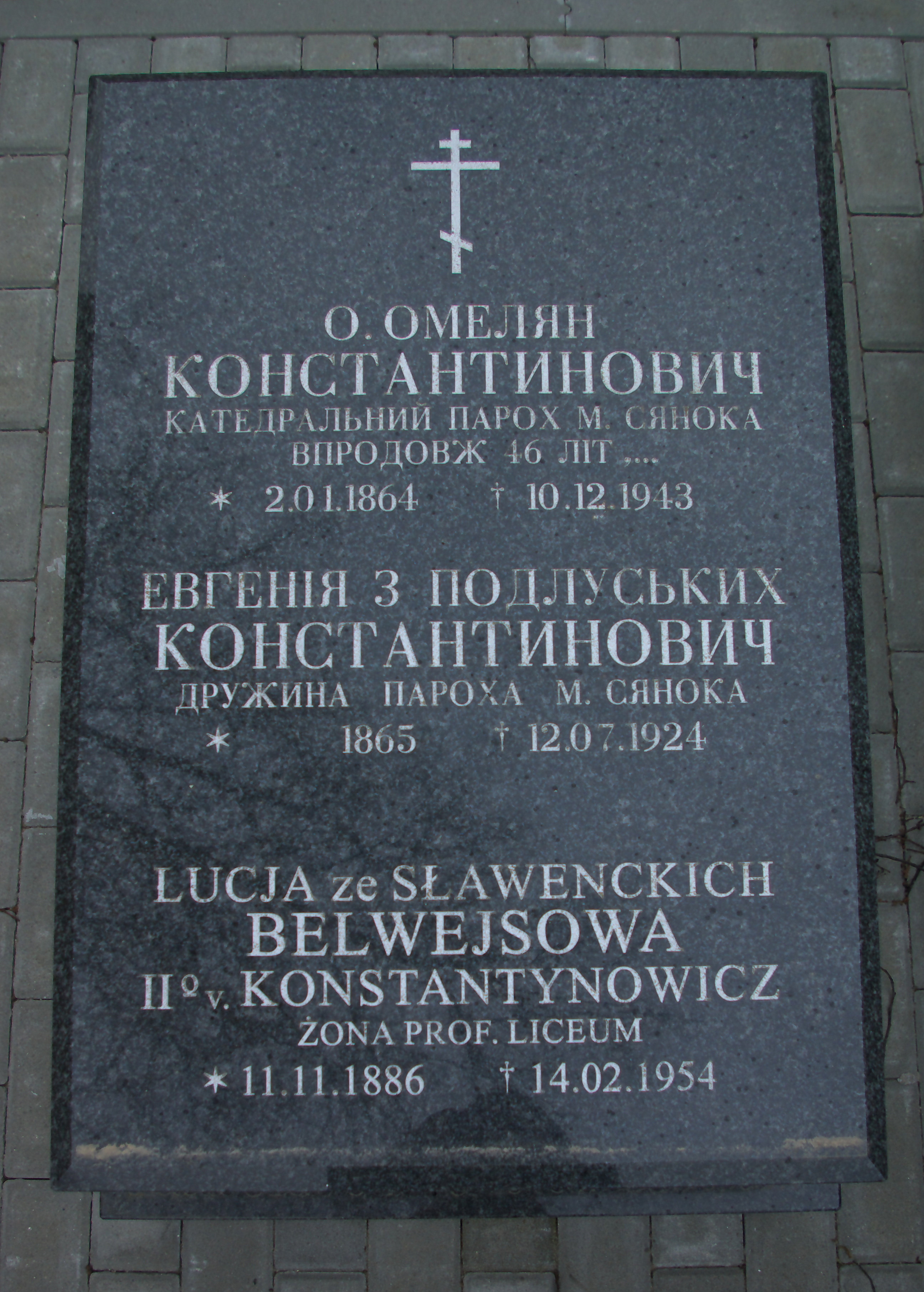
Nagrobek rodziny Konstantynowyczów w Sanoku

Rodzina Konstantynowyczów pochodziła pierwotnie z terenów Ukrainy na Wołyniu. W połowie XVII wieku dwaj bracia przybyli do podkarpackiej wsi Żydowskie, założyli tam cerkiew, którą prowadzili, zaś funkcja popa przechodziła z ojca na syna. W pierwszych wiekach synowie byli nauczani w domu, a od XIX wieku potomkowie Konstantynowyczów kształcili się w seminarium duchownym. Kolejny przedstawiciel rodu, Omelan (starszy, 1834-1886) był parochem w Besku w latach 1877-1886 i budowniczym tamtejszej cerkwi. Jego żoną została Teofila Ławrowska (ur. 1842-), córka księdza greckokatolickiego. Ich syn, także Omelan, urodził się 2 stycznia 1864 w Synowódzku Niżnym. Początkowo rozpoczął studia na Wydziale Prawa Uniwersytetu Lwowskiego, po czym podjął i ukończył studia teologii na Wydziale Teologicznym tej uczelni. Święcenia kapłańskie otrzymał w 1887. Został duchownym greckokatolickim. Od 1890 pracował jako paroch na probostwie w Cerkwi Wniebowzięcia NMP w Torkach.
Z Torek w maju 1897 został przeniesiony do Sanoka, otrzymując probostwo regiae coll.. W okresie autonomii galicyjskiej sanocką parafią pod wezwaniem Zesłania Ducha Świętego w Sanoku kierował Wasylij Czemarnyk oraz Omelan Konstantynowycz, który sprawował tę funkcję najdłużej – przez 46 lat od 1897 do 1943, w tym w całym okresie międzywojennym II Rzeczypospolitej. Pełnił także funkcję dziekana. Jego staraniem wykonano remont sanockiej cerkwi (1897, 1933-1935), a także na początku XX wieku przed 1914 został wzniesiony obok budynek plebanii, na budowę którego Konstantynowycz pozyskiwał inwestorów. W 1937 obchodził w Sanoku jubileusz 50. rocznicy święceń kapłańskich. Otrzymał godność radcy honorowego wraz z prawem noszenia fioletowego kołpaka podczas tychże uroczystości. Od około 1898 był greckokatolickim duszpasterzem przy C.K. Sądzie Obwodowym w Sanoku. W sierpniu 1900 wszedł w skład komitetu mieszczańskiego w Sanoku, zajmującego się wyborami do Sejmu Krajowego Galicji.
Uchwałą Rady Miejskiej z 23 listopada 1905 został wybrany członkiem wydziału Kasy Oszczędności Miasta Sanoka w miejsce Józefa Mozołowskiego (przeciw tej decyzji protestował Wojciech Ślączka wskazując, iż następca powinien być tego samego wyznania co poprzednik). Pełnił funkcję radnego Sanoka (zarówno w okresie autonomii, jak też po wojnie), wybrany w 1907, w 1910, w 1912 w nowej radzie po przyłączeniu do Sanoka gminy Posada Sanocka; był członkiem pierwszego magistratu w odrodzonej po I wojnie światowej Polsce w 1919. 20 marca 1919 rada podjęła uchwałę o powołaniu zastępcy Konstantynowycza, który wówczas wyjechał z miasta i nie brał udziału w pracach rady nie zrzekając się mandatu. Został usunięty z listy radnych za nieuczestniczenie w posiedzeniach rady. W 1913 zakupił majątek w Płonnej, gdzie był właścicielem dworu i połaci ziemskich, które później częściowo dzierżawił oraz zbywał w 1914, 1922 (m.in. na rzecz Andrzeja Priadka).
Nieformalnie przewodził społeczności ukraińskiej w Sanoku (nie należał do partii politycznej), był zdecydowanym ukrainofilem, przeciwnikiem moskalofilstwa, zwolennikiem odrębności narodowej Ukraińców od Rosjan. W czasie jego urzędowania miały powstać podziały polityczne wśród parafian greckokatolickich. Z uwagi na swoje przekonania był zmuszony wyjechać podczas I wojny światowej w 1914 w obawie przed prześladowaniami ze strony wojsk rosyjskich. Od 6 listopada 1914 przebywał w Wiedniu. Po przeszło pół roku powrócił do Sanoka w 1915.
Działał społecznie, w tym jako organizator i współtwórca sanockich oddziałów organizacji: Towarzystwa Wzajemnego Kredytowego „Beskyd” (działające w budynku przy ul. Tadeusza Kościuszki; na początku XX wieku był członkiem dyrekcji), „Narodna Torhiwla”, „Proswita”. W 1931 był współzałożycielem i został zastępcą przewodniczącego Towarzystwa Muzealnego Łemkowszczyzna w Sanoku. Ponadto na cele działalności Towarzystwa przekazał pomieszczenia w budynku parafialnym (parter plebanii). Od 1910 był członkiem C.K. Rady Szkolnej Okręgowej w Sanoku. Był członkiem Towarzystwa Upiększania Miasta Sanoka.
Uchwałą Rady Miejskiej w Sanoku z 1929 Omelan Konstantynowycz został uznany przynależnym do gminy Sanok. Do końca życia zamieszkiwał na plebanii przy ul. Zamkowej 16. Zmarł 10 grudnia 1943 w Sanoku. Został pochowany w grobowcu rodzinnym na cmentarzu przy ul. Rymanowskiej w Sanoku.
Jego żoną była Jewhenija (Eugenia) z domu Podłuska (1865-1924), córka księdza greckokatolickiego. Ich synami byli Wołodymyr (wzgl. Włodzimierz, ur. 1888, prawnik, w latach 20. przewodniczący zarządu Kółka Ukraińskiego Pedagogicznego Towarzystwa w Sanoku) oraz Jarosław Bohdan (ur. 1893, profesor gimnazjalny, historyk sztuki). Na początku XX wieku rodzina Konstyntynowyczów zamieszkiwała w Sanoku na Wójtostwie pod numerem 221. Żona i syn Jarosław zostali pochowani w grobowcu Omelana Konstantynowycza.